# Хайнрих IV фон Хенеберг
Хайнрих IV (II, III) фон Хенеберг (на немски: Heinrich IV (II, III) von Henneberg-Henneberg-Hartenberg-Römhild; * ок. 1252; † между 9 септември и 17 декември 1317) от фамилията Хенеберг, е граф на Хенеберг-Хартенберг-Рьомхилд (1262 – 1317).

## Произход
Той е първият син на граф Хайнрих III (I) фон Хенеберг-Шлойзинген (1220 – 1262) и първата му съпруга Елизабет фон Тек. Сестра му София фон Хенеберг († сл. 1313) се омъжва за Фридрих фон Хоенлое-Вернсберг († 1290). Полубрат е на Херман II фон Хенеберг (ок. 1250 – 1292), граф на Хенеберг-Ашах (1262 – 1292), и на Бертхолд V (VI, III) фон Хенеберг-Шлойзинген (ок. 1245 – 1284).
През 1274 г. родът Хенеберг се разделя на линиите Хенеберг-Шлойзинген, Хенеберг-Ашах-Рьомхилд и Хенеберг-Хартенберг. Той продава една трета от графството на Вюрцбург.

## Фамилия
Първи брак: с Маргарета фон Майсен. Те нямат деца.
Втори брак: пр. 3 май 1287 г. с Кунигунда фон Вертхайм († сл. 9 октомври 1331), вдовица на граф Волфрад фон Еберщайн (* пр. 1270; † пр. 1284), дъщеря на граф Попо IV фон Вертхайм (1260 – 1281/1287) и съпругата му Мехтилд фон Епенщайн († 1273/1279/1303). Те имат децата:
- Хайнрих V († сл. 1329), домхер във Вюрцбург, рицар на Тевтонския орден (1329)
- Попо X (IX) фон Хенеберг (* ок. 1285; † 1348), граф на Хеннеберг-Хартенберг (1317 – 1348), женен I. за Елизабет фон Кастел († 1315), II. пр. 13 ноември 1316 г. за Рихца фон Хоенлое († 1337), дъщеря на граф Крафт I фон Хоенлое-Вайкерсхайм († 1313)
- Бертхолд IX († сл. 1327), домхер във Вюрцбург (1310)
- Елизабет (* ок. 1291; † сл. 1307), омъжена 1303 г. в Кобург за граф Валтер X фон Барби (1272 – 1313)
- София (* пр. 1319; † сл. 1360), омъжена 1319 г. за граф Конрад фон Труендинген (пр. 1300 – пр. 1328)
- Аделхайд († сл. 6 юни 1312)
- Кунигунда